# Seznam drobných sakrálních památek v Dolních Bojanovicích
Seznam drobných sakrálních památek v Dolních Bojanovicích obsahuje všechny kapličky, památníky, pomníky, kříže, sochy, sousoší a svaté obrázky, které se v obci momentálně nacházejí. Zařazen je i jeden v současnosti odinstalovaný exemplář.
Jako mnohde jinde i v Dolních Bojanovicích představují drobné sakrální památky ikonickou součást moravské vesnice. Nabývají významu náboženského, ale též architektonického a uměleckého, svědčí o lokálních dějinách, vypráví příběhy místních obyvatel či fungují jako místní orientační body.

## Kapličky
Tabulka obsahuje výčet všech momentálně existujících dolnobojanovických kapliček. Lze je utřídit do dvou kategorií – kapličky výklenkové a kapličky s vnitřním prostorem.
| Název                                               | Fotografie                                                                                          | Umístění                                                                                                | Popis | Poznámky |
| --------------------------------------------------- | --------------------------------------------------------------------------------------------------- | --- | --- | --- |
| kaplička sv. Floriána (s vnitřním prostorem)        | Kategorie „Kaple sv. Floriána (s vnitřním prostorem, Dolní Bojanovice)“ na Wikimedia Commons        | v ulici Josefovská, mezi č. p. 21 a 27                                                                  | 1. Původní dřevěná soška: sv. Florián 2. Náhradní obraz uvnitř: sv. Florián | Vznik: 1872 Zadavatel: František Turek z č. p. 61 – díkůvzdání za konec požáru, který uchvátil zhruba polovinu vesnice a který se zastavil právě v místech, kde nyní stojí kaplička Zhotovitel: původní dřevěná soška sv. Floriána – neznámý řezbář (1822), náhradní obraz sv. Floriána – Růžena Kučerová, lidové ornamenty na čelní stěně – Hedvika Fukalíková (konec 80. let 20. století) Opravy: 2016 (veřeje a dveře – Petr Herka, výmalba – Pavel Kaňa a Radek Petrů, obnova lidových ornamentů – Leona a Kristýna Jordánovy, nová dlažba a oblázky – rodina Zlomkova, výsadba chvojek – obec) Význam: 1. do roku 1956 (zbudování hřbitova v sousedním Josefově) byly rakve zemřelých josefovských farníků převáženy nejprve ke kapličce a poté do kostela a na dolnobojanovický hřbitov, 2. kolem svátku sv. Floriána (4. května) se zde koná pobožnost, zakončená průvodem do kostela a svátostným požehnáním, 3. jedna ze zastávek prosebných průvodů do polí |
| kaplička sv. Jana Křtitele (s vnitřním prostorem)   | Kategorie „Kaple sv. Jana Křtitele (s vnitřním prostorem, Dolní Bojanovice)“ na Wikimedia Commons   | původně: na místě zvaném "Na komínku" nyní: před Slováckou chalupou, č. p. 217                          | 1. Původní socha: sv. Jan Křtitel 1.1. Náhradní dřevěný kříž 1.2. Nynější náhradní dřevěná socha: sv. Jan Křtitel | Vznik: 1820 Zadavatel: ? Zhotovitel: původní socha sv. Jana Křtitele – ?, náhradní dřevěný kříž – František Červenka, nynější náhradní dřevěná socha sv. Jana Křtitele – Ladislav Herka Částka: přes 1000 Kč Vysvěcena poprvé: 2. září 1906 (P. František Pořízek), podruhé 2010 (P. Petr Karas) Opravy: před vysvěcením v roce 1906 (zadavatel František Vymyslický), kolem roku 2000 (zadavatel rodiny Ištvánkova a Košutkova |
| kaplička Nejsvětější Trojice (s vnitřním prostorem) | Kategorie „Kaple Nejsvětější Trojice (s vnitřním prostorem, Dolní Bojanovice)“ na Wikimedia Commons | na horním konci obce, v ulici Hlavní, u č. p. 557                                                       | Nápis na zadní stěně zvenčí: LP. 1933 BJ. Polychromovaná dřevořezba uvnitř: Nejsvětější Trojice | Vznik: původní stavba – ?, nynější stavba – 1993 Zadavatel: původní stavba – ?, nynější stavba – Jan Bílek, řečený Zeman, z č. p. 182 (díkůvzdání za požehnání úrody a za zdraví celé rodiny) Zhotovitel: stavba – František Esterka, polychromovaná dřevořezba Nejsvětější Trojice – Štáblova kamenosochařská dílna, Hodonín (Ferdinand Štábla) Vysvěcena: na svátek sv. Petra a Pavla, 1933 Opravy: 80. léta 20. století (stavba byla stažena ve dvou místech ocelovými lany) |
| kaplička sv. Jana Nepomuckého (výklenková)          | Kategorie „Kaple sv. Jana Nepomuckého (výklenková, Dolní Bojanovice)“ na Wikimedia Commons          | na dolním konci obce, v ulici Hodonínská, u č. p. 440                                                   | 1. Původní polychromovaná dřevořezba uvnitř: sv. Jan Nepomucký (ukradena v roce 1993 či 1994) 2. Náhradní kamenná socha uvnitř: Panna Maria Bolestná 3. Náhradní obraz uvnitř: sv. Jan Nepomucký 4. Nynější dřevěná soška uvnitř: sv. Jan Nepomucký | Vznik: původní stavba – 1818, nynější stavba – 1902 Zadavatel: František Turek, z č. p. 61 – kaplička zasvěcená tomuto českému světci nikde v okolí nestála Zhotovitel: původní polychromovaná dřevořezba sv. Jana Nepomuckého – Štáblova kamenosochařská dílna, Hodonín (František Štábla), náhradní obraz sv. Jana Nepomuckého – manželé Bělohlávkovi, nynější dřevěná soška sv. Jana Nepomuckého – Ladislav Herka (2005), názední malba s lidovými ornamenty – Hedvika Fukalíková Částka: původní polychromovaná dřevořezba sv. Jana Nepomuckého – 190 korun (nákladem podsedníka Františka Turka z č. p. 61) Vysvěcena: 1902 Opravy: polovina 90. let 20. století (celkové – místní firma GRYF), 2010 (obnova podle návrhu Ing. B. Janečka), 2024 (oprava střechy) Význam: 1. dle pamětníků se u kapličky ve 30. letech 20. století konaly májové pobožnosti, na svátek světce (16. května) ke kapličce chodil od kostela slavnostní průvod, 2. v současné době bývá o svátku světce (v neděli před nebo po) u kapličky odpolední pobožnost, po níž následuje průvod do kostela a svátostné požehnání, 3. jedna ze zastávek prosebných průvodů do polí Památkově chráněno, č. 30895/7-2205 v ÚSKP |
| kaplička sv. Cyrila a Metoděje (výklenková)         | Kategorie „Výklenková kaple sv. Cyrila a Metoděje (Dolní Bojanovice)“ na Wikimedia Commons          | na kraji obce, u silnice Dolní Bojanovice – Mutěnice ("Vápenné")                                        | 1. Původní malba na dřevěné desce v nice: sv. Cyril a Metoděj 2. Nynější malba na dřevěné desce v nice: sv. Cyril a Metoděj | Vznik: konec 19. století nebo někdy (později) před druhou světovou válkou Zhotovitel: stavba – Metoděj Veselý, původní malba sv. Cyrila a Metoděje – místní malíř Josef Štětka (namalována po druhé světové válce), nynější malba sv. Cyrila a Metoděje – Petr Herka Materiál: cihly Okolí: velký kaštan – v roce 2012 po bouřce spadl a stavbu poničil, provedena oprava stavby a vysazen kaštan nový Opravy: 1943 (obnova malby sv. Cyrila a Metoděje na dřevěné desce – místní malérečka) v kolizi s ("Do roku 1943 byla stavbička bez omítky a bez obrázku."), "za minulého režimu" (celkové), 2012 (oprava škod napáchaných spadlým kaštanem – místní firma Dotmy) Význam: dříve jedna ze zastávek prosebných průvodů |
| kaplička sv. Urbana (výklenková)                    | Kategorie „Výklenková kaple sv. Urbana (Dolní Bojanovice)“ na Wikimedia Commons                     | na kraji obce, v lokalitě Díly pod vinohrady, severozápadně od křižovatky ulic Pod Čaganovem a Vinařská | Soška v horní nice: sv. Urban Soška v dolní nice: Pieta | Vznik: počátek 20. století Význam: jedna ze zastávek prosebných průvodů za dobrou úrodu |
| kaplička sv. Huberta (výklenková)                   | Kategorie „Výklenková kaple sv. Huberta (Dolní Bojanovice)“ na Wikimedia Commons                    | u čerpací stanice U sv. Huberta, s.r.o.                                                                 | Věnování: Ku cti a chvále Pána našeho a jeho služebníka sv. Huberta věnují a o ochranu prosí bojanovští myslivci L. P. 9 • 7 • 2000 Olejomalba v nice: sv. Hubert (podle Vidění sv. Huberta od Lamberta Mathieu, 1846) Spodní, menší nika: pro květinovou výzdobu Podpis architekta: arch. Červenka Josef Obsah schránky v základech stavby: zápis o stavbě, informace o světcově úctě, seznam členů Mysliveckého sdružení Stupava a několik mincí | Zadavatel: Myslivecké sdružení Stupava – kaple postavena na místě, kde bývá při podzimních honech předávka na poslední výlov zvěře Zhotovitel: návrh – Josef Červenka, stavba – mladší členové sdružení (Kliment Hnidák a Stanislav Bravenec) pod vedením Ivo Nováka, kříž – umělecký kovář Petr Zajíc z Hovoran, žulová deska s věnováním – kameník Vrána z Prušánek, olejomalba sv. Huberta – Bohumil Bortlík ze Starého Poddvorova) Materiál: cihly, pálená taška (dvojitá bobrovka zašpičatělá) Vysvěcena: 9. července 2000 (Mons. ThDr. Petr Esterka, P. Petr Karas – Dolní Bojanovice; P. Pavel Merta – Čejkovice) Účast na svěcení: asi 500 obyvatel z místní i okolních vesnic Částka: 30 000 Kč Opravy: 2025 (plánované vymalování – Kamila Bartálová ze Starého Poddvorova) |
| kaplička Rodiny                                     | Kategorie „Kaplička Rodiny (s vnitřním prostorem, Dolní Bojanovice)“ na Wikimedia Commons           | v lokalitě Holčické, u cyklostezky Dolní Bojanovice – Starý Poddvorov                                   | Rodina je ona a on. Šťastná rodina je Bůh, ona a on. Ve světě v současné době převládá krize rodiny a je potřeba s tím něco dělat. Naši předkové neměli takové možnosti, jaké máme my. Ale zato měli potřebu děkovat. A jako poděkování, například za návrat syna z vojny, postavili tu kříž nebo jinde obrázek. To byl výraz vděku. Také dnešní člověk by měl být vděčný, a když už si nevzpomene za co, tak alespoň za dar života, který nezaslouženě dostal. Dar, který jsme od Pána obdrželi, bychom měli poslat jako štafetu dál, a nevrátit jej jako nežádoucí a nepoužitý. "Ale ve všem předkládejte Bohu své potřeby v modlitbě a prosbě s děkováním" (Fil 4, 6-8). Kaplička Rodiny je místo, kde si můžeme postěžovat na své trápení a kde je možné prosit hlavně za naše manželské a rodinné potřeby a starosti. Není zde žádný svatý, neboť jste tu vy. Je psáno: "Vy buďte svatí, neboť já jsem svatý" (1 Petr 1, 16). Kaplička rodiny, jakožto stavba, není vyhrazena pouze pro věřící, ale pro každého, kdo "ide kolem". Myšlenka na její vystavění vznikla při mapování kapliček, Božích muk a obrázků svatých v katastru Dolní Bojanovice před dobrými 15 lety. Bylo potřeba trochu času, aby uzrála, stavba samotná pak trvala s přestávkami necelé 3 roky. Inspirací mně bylo i to, když jsem pozoroval některé věřící, jak se chovají po příchodu do kostela. Postaví se hned za dveře, nebo do kouta za lavice, pravděpodobně ze své vrozené skromnosti. Mše svatá je přece slavnost. Když už mám něco slavit, měl bych být co nejblíže a účastnit se hlavního dění. A ne pozorovat z dálky, jak kněz slaví a děkuje místo mě. Proto kaple rodiny nemá rohy, ve kterých by se dalo schovat, ale velké oblouky. Půdorys kaple tvoří kříž, ve stropě je také světlík ve tvaru kříže. Nadstavbou je mosazný kříž a vchodové dveře jsou taktéž v podobě kříže. Dovnitř nejde vstoupit jinak, než skrze kříž. To je obraz manželství. Je to jedna ze sedmi svátostí, která je radostná, ale vyžaduje i odříkání, odpouštění, pokání a modlitbu. Podobně ke kapličce vedou dvě cesty, které se poté spojují v jednu – i to je symbolika manželství. Uvnitř kaple je malý stolík, stavba má tři okna, zevnitř je před každým z nich skleněná vitráž se symbolem ženy, muže a rodiny. Na výplni vchodových dveří je obraz tří srdcí. Dominantní je srdce ženy růžové barvy, menší je srdce muže v barvě modré a svorník dvou srdcí je srdce dítěte. V podlaze jsou biologické symboly ženy, muže a rodiny. Symboliky je v kapličce víc, je třeba se jen pozorně dívat. Hodně lidí pomohlo prací, radou a modlitbou, za to jím děkuju. Byl bych rád, kdyby v kapli našli klid a pokoj ti, kdo to potřebují. Také je pro mě důležité, abychom neztráceli potřebu prosit a ještě více potřebu děkovat. Dej Bůh, ať se nám vrátí význam slova prosím a děkuji. | |

## Památníky
Tabulka obsahuje výčet všech momentálně existujících dolnobojanovických památníků. Památníky se zde rozumí stavby upomínající na událost jak místního, tak mezinárodního významu.
| Název                                                    | Fotografie                                                                                                | Umístění                                   | Popis | Poznámky |
| -------------------------------------------------------- | --- | ------------------------------------------ | --- | --- |
| památník padlých v první a druhé světové válce (kamenný) | Kategorie „Memorial to the Victims of First and Second World War (Dolní Bojanovice)“ na Wikimedia Commons | v parku u kostela, při východní zdi budovy | Výčet dolnobojanovických obětí první světové války: část první, část druhá, část třetí Výčet dolnobojanovických obětí druhé světové války (fašismu 1939–1945 a bombardování Hodonína): komplet | Zhotovitel: profesionální kameník z Klobouk u Brna (1930) Materiál: kámen Částka: 16 000 korun Vysvěcen: 8. června 1930 (P. Jaromír Pořízek) |

## Pomníky
Tabulka obsahuje výčet všech momentálně existujících dolnobojanovických pomníků. Jedná se především o náhrobky z hrobů místních obyvatel, jež jsou v současnosti umístěné mimo původní hrob.
| Název                           | Fotografie                                                                         | Umístění | Popis | Poznámky |
| ------------------------------- | ---------------------------------------------------------------------------------- | --- | --- | --- |
| pomník Jana Wilsdorfa (kamenný) | Kategorie „Pomník Jana Wilsdorfa (kamenný, Dolní Bojanovice)“ na Wikimedia Commons | původně: na místním hřbitově, přibližně v místě dnešní kněžské hrobky nyní: v parku u kostela, nedaleko hlavního vchodu do budovy | Nápis v kartuši: Tu odpočjwa w Pánu Jan Wilsdorf z ai 28 let pisař C. K. Duchodu. Já že žiwel wody morawni uhodonina dne 1ho žiwota zbaweny a zde jest 3ho Augusty 1824 mezy swug rod položeny. | Význam: původně náhrobek z hrobu Jana Wilsdorfa, důchodního písaře hodonínského panství (a syna dolnobojanovického učitele Jana Václava Wilsdorfa), který se v roce 1824 ve věku 28 let utopil při koupání v řece Moravě nedaleko Hodonína |
| pomník Michala Turka (kamenný)  | Kategorie „Pomník Michala Turka (kamenný, Dolní Bojanovice)“ na Wikimedia Commons  | na místním hřbitově, u jihovýchodní brány                                                                                         | Nápis na desce: Hle, já posílám před tebou anděla, aby tě chránil na cestě a přivedl tě na místo, které jsem určil.                                                                             | Význam: náhrobek Michala Turka, usmrceného padlým stromem (viz Kříže → kříž Turkův v lese (kamenný) |

## Kříže
Tabulka obsahuje výčet všech momentálně existujících dolnobojanovických křížů. Nejčastějším stavebním materiálem je kámen. Pokus o zachycení odlišných významů jednotlivých exemplářů je uskutečněn v Poznámkách.
| Název                                              | Fotografie                                                                                   | Umístění | Popis | Poznámky |
| -------------------------------------------------- | -------------------------------------------------------------------------------------------- | --- | --- | --- |
| kříž Bohůnův (kamenný)                             | Kategorie „Kříž Bohůnův (kamenný, Dolní Bojanovice)“ na Wikimedia Commons                    | na vyvýšeném břehu nad nově vyasfaltovanou cestou k podzemnímu zásobníku plynu společnosti SPP Storage, s.r.o. | Věnování: Věnovali Františka a František Bohůnovi, LP 1933. Nápis na čelní straně soklu před restaurací: Potupu a bolest zakoušelo srdce moje a čekal jsem, kdo by měl se mnou soustrast, a nebylo ho, hledal, kdo by mě potěšil, a nenašel jsem. Žalm 68. Nápis na čelní straně soklu po restauraci: Poutníku zde chvíli stůj, o ranách mých rozvažuj. Rány moje kynou, léta tvoje plynou. Přijde čas, smrt tobě nastane, kam se duše tvoje dostane? | Zadavatel: František a Františka Bohůnovi Materiál: umělý kámen |
| kříž Turkův v lese (kamenný)                       | Kategorie „Kříž Turkův v lese (kamenný, Dolní Bojanovice)“ na Wikimedia Commons              | ve východní části lokality Dolní Kapánsko, v lese, při cestě | Věnování: Ku cti a chvále Boží na památku svého tragicky zemřelého syna Michala věnovali manželé Michal a Marie Turkovi, v Dol. Bojanovicích L. P. 1941. Nápis na čelní straně soklu: Na tomto místě zemřel dne 20. 12. 1939 tragickou smrtí Michal Turek. V mladém věku 21 let. Zdráv jsem práci v lese nastoupil nic netušil, že víc se s tohoto místa domů nevrátím. Zde těžký strom mne k zemi porazil a již nikdo mne k životu nevzbudil. Viz jak smrt zrádně číhá ani se nenadáš. Ráno s úsměvem jsem rodný dům opouštěl, v poledne se sestrou zde poseděl a objedvál a ve čtyři hodiny náhle Pán na věčnost mne odvolal. Kdo půjdeš okolo a měls mne rád, zde zastav se a pomodli za mne Otčenáš. Dřímej sladce tichý svůj dočasný sen - my na Tebe v životě nikdy nezapomenem. Buď s bohem synu nám tak milý - naše srdce stále pro Tebe truchlí. | Zadavatel: Michal a Marie Turkovi – na památku svého tragicky zesnulého syna Michala Zhotovitel: František Topenčík Vysvěcen: na Boží hod svatodušní 1. června 1941 Materiál: kámen |
| kříž Turkův u větrolamu (kamenný)                  | Kategorie „Kříž Turkův u větrolamu (kamenný, Dolní Bojanovice)“ na Wikimedia Commons         | ve větrolamu na rozhraní katastrů Dolních Bojanovic a Josefova, nedaleko potoka Prušánka | Nápis na čelní straně soklu nejvýše: Upomínka na tragicky zesnulého Karla Turka, zasaženého bleskem 12. července 1945. Nápis na čelní straně soklu uprostřed: V kříži je naše spása, on nám pravdu, lásku hlásá, v kříži naše naděje, on nám v nouzi přispěje. Nápis na čelní straně soklu nejníže: Kdo okolo jdete, otčenáš se pomodlete. | Zadavatel: manželka usmrceného Karla Turka Materiál: leštěná žula |
| kříž Račických u družstva (kamenný)                | Kategorie „Kříž Račických u družstva (kamenný, Dolní Bojanovice)“ na Wikimedia Commons       | v ulici Hodonínská, u Tiskárny Lelka | Věnování: Věnovali ke cti a chvále Boží [nečitelné, podle] manželé Pavel a Marie Račický L. P. 1938 Nápis na čelní straně soklu: Kříž tu stojí osamělý, tělo probodané, zastav se zde dítko drahé, a pohledni na mne. Nanalezneš uklidnění, v života svém vlnobití, dokud duše tvoje štvaná, nepřimkne se ke mně [zčásti špatně čitelné, podle]. | Zadavatel: Pavel a Marie Račičtí Vysvěcen: 4. září 1938 Materiál: pískovec (kříž), umělý kámen (skalnatý masiv) |
| kříž Morovanský (kamenný)                          | Kategorie „Kříž Morovanský (kamenný, Dolní Bojanovice)“ na Wikimedia Commons                 | v lokalitě Díly pod vinohrady, u malého lesíka, nedaleko dolního konce "Hlubočky" | Věnování: Věnovali ku cti a chvále Boží manželé František a Antonie Morovanský, r. 1894. Reliéf na čelní straně soklu: Panna Maria Bolestná Nápis na čelní straně soklu: Kristus neopustil, Kristus neopouští, Kristus neopustí, kdo se ho sám nespustí. Podpis zhotovitele: F. Štábla v Hodoníně | Zadavatel: František a Antonie Morovanští, místní čtvrtláníci Zhotovitel: Štáblova kamenosochařská dílna, Hodonín Materiál: kámen Vysvěcen: na svatodušní pondělí 1894 |
| kříž u neoveské cesty (kamenný)                    | Kategorie „Kříž u neoveské cesty (kamenný, Dolní Bojanovice)“ na Wikimedia Commons           | původně: do roku 2018 při dnes již zaniklé cestě do Moravské Nové Vsi, na rozhraní lokalit Padělky u kukvické cesty a Díly u vazu nyní: na vrcholku lokality Díly pod vinohrady, nedaleko horního konce "Hlubočky", u "pražské búdy"                                         | Věnování: Věnují ku cti Boží manželé František a Kristina Maršalkovi L. P. 1914 Reliéf na čelní straně soklu: Panna Maria Bolestná Nápis na čelní straně patky: Pane Ježiši Kriste, sKrz Tvé na kříž přibití, dej v mém srdci cítiti. Podpis zhotovitele: F. Štábla | Zadavatel: František a Kristina Maršalkovi – u kříže se při práci na poli rodiče spolu se snachou modlili za návrat jejich jediného syna a manžela Františka z války Zhotovitel: Štáblova kamenosochařská dílna, Hodonín (Ferdinand Štábla) Materiál: pískovec Částka: 660 korun Vysvěcen: 7. června 1914, na místě dožilého dřevěného kříže od rodiny Silákovy; podruhé: 23. září 2018 (P. Petr Karas) Opravy: 2018 (restaurace, přemístění, znovuvysvěcení) |
| kříž Blahův a Bílkův (železný)                     | Kategorie „Kříž Blahův a Bílkův (železný, Dolní Bojanovice)“ na Wikimedia Commons            | při dnes již zaniklé cestě do Moravské Nové Vsi, na rozhraní lokalit Padělky u kukvické cesty a Díly u vazu, kde původně stával kříž u neoveské cesty (kamenný) | Věnování: Ke cti a chvále Boží zhotovili Blaha František a Bílek Radim. Nápis na čelní tabulce: Anno Domini 2024 | Zadavatel: P. Cyril Josef Komosný, OFMCap, dolnobojanovický rodák Zhotovitel: návrh a hrubá železná skulptura – František Blaha, barevný ochranný nátěr – Radim Bílek, betonový základ – pracovníci obce Materiál: železo |
| kříž Maršálkův u kyjovské cesty (kamenný)          | Kategorie „Kříž Maršálkův u kyjovské cesty (kamenný, Dolní Bojanovice)“ na Wikimedia Commons | u silnice Dolní Bojanovice – Mutěnice ("Vápenné"), na rozcestí, obklopen čtveřicí lip | Věnování: Věnuje ke cti a chvále Boží Kristína Maršálková L. P. 1921. Reliéf na čelní straně soklu: Panna Maria Bolestná Nápis na čelní straně patky: Zraněn jest pro hříchy naše, potřen pro nepravosti naše, znalostí Jeho uzdraveni jsme. Prorok Isaiáš 53 B | Zadavatel: Kristína Maršálková Zhotovitel: Josef Topenčík, kamenosochař v Uherském Hradišti a dolnobojanovický rodák Materiál: kámen Částka: 3800 korun Vysvěcen: 18. září 1921 |
| kříž u Jůvového (Mikušův, kamenný)                 | Kategorie „Kříž u Jůvového (Mikušův, kamenný, Dolní Bojanovice)“ na Wikimedia Commons        | původně: na horním konci obce, nedaleko kapličky Nejsvětější Trojice, přímo na rozcestí ulice Hlavní a polní cesty směr Myšince a Ochozy nyní: na horním konci obce, pod kapličkou Nejsvětější Trojice, v ulici Hlavní, u č. p. 1111, na rozcestí asfaltové a panelové cesty | Věnování: Postaven ke cti a chvále Boží za sproštění nepřátel. Reliéf na čelní straně soklu: Panna Maria Bolestná Nápis na čelní straně soklu: Ježiši Kriste, skrz tvé přibití, chci v mém srdci cítiti! Podpis zhotovitele: F. Štábla, Hodonín | Zadavatel: František Mikuš, rolník a starosta (dle ústní tradice jako výraz pokání, že na lovu postřelil místního pekaře Bařinu) Zhotovitel: Štáblova kamenosochařská dílna, Hodonín Cena: 680 korun Vysvěcen: 10 září 1910 |
| kříž u Peškové búdy (kamenný, litinový)            | Kategorie „Kříž u Peškové búdy (kamenný + litinový, Dolní Bojanovice)“ na Wikimedia Commons  | v areálu vinných sklepů, v lokalitě Čaganov (v "Čagaňáku") | Olejomalba na plechu: Panna Maria | Zadavatel: patrně Matouš a Kateřina Lekaví, čtvrtláníci Vysvěcen: 1. září 1889 |
| kříž železný u mutěnského lesa (Kučerův, litinový) | Kategorie „Kříž železný u mutěnského lesa (Kučerův, litinový)“ na Wikimedia Commons          | na okraji lokality Dolní Kapánsko, u lesa, nedaleko podzemního zásobníku plynu společnosti SPP Storage, s.r.o. | Nápis na zadní straně patky před restaurací: Opraveno L. P. 1994 | Zadavatel: František a Viktorie Kučerovi Vysvěcen: 20. června 1886 Opravy: 1994, mezi lety 2016 a 2017 |
| kříž Hubáčkův u hřiště (kamenný)                   | Kategorie „Kříž Hubáčkův u hřiště (kamenný, Dolní Bojanovice)“ na Wikimedia Commons          | v ulici U Hřiště, blízko brány do areálu fotbalového hřiště | Věnování: Ku cti a chvále Boží věnovali manželé František a Anděla Hubáčkovi L. P. 1944 Nápis na čelní straně soklu výše: Kříž je mi jistou spásou, kříž je který vždy ctíme, kříž Páně se mnou, kříž je mi útočištěm Nápis na čelní straně soklu níže: Zde zahynul tragicky náš syn Vladimír ✶1942 †1944 | Zadavatel: František a Anděla Hubáčkovi (na památku jejich dvouletého syna, při hře zasypaného hlínou, která se svezla ze svahu) Materiál: kámen |
| kříž u skládky odpadu (dřevěný)                    | Kategorie „Kříž u skládky odpadu (dřevěný, Dolní Bojanovice)“ na Wikimedia Commons           | u bývalé, nyní rekultivované skládky odpadu, mezi lokalitami Ochozy a Podsednické Zvolence | Nápis na svislém břevně: Oprava LP. 2000 | Opravy: obnoven za působení P. Miloslava Humpolce (působil zde 1952–1976), 2000 (oprava) |
| kříž u Račického (kamenný)                         | Kategorie „Kříž u Račického (kamenný, Dolní Bojanovice)“ na Wikimedia Commons                | v ulici Josefovská, u č. p. 2 | Věnování: Tento kříž ku cti a chvále Boží a za svatou trpělivost věnuje Antonín Mikulica L. P. 1956 Nápis na čelní straně soklu: Otče, odpusť jim, neboť nevědí, co činí | Zadavatel: Antonín Mikulica (jako výraz víry a nesouhlasu s komunistickým režimem v Československu) Materiál: mramor Vysvěcen: 6. května 1956 |
| kříž u Hrabinků (misijní, dřevěný)                 | Kategorie „Kříž u Hrabinků (misijní, dřevěný, Dolní Bojanovice)“ na Wikimedia Commons        | v lokalitě Stará hora na rozcestí, na začátku cyklostezky Dolní Bojanovice – Starý Poddvorov | Nápis na příčném břevně: SV. MIS. Nápis na svislém břevně: L. P. 1939 | Materiál: dřevo Opravy: 2000 (nový dřevěný kříž) |
| kříž Heyssigův (kamenný)                           | Kategorie „Kříž Heyssigův (kamenný, Dolní Bojanovice)“ na Wikimedia Commons                  | na dolním konci obce, v ulici Hodonínská, u č. p. 1162 | Nápis na čelní straně soklu: Hier hat sich zvtodt gefallen Herr Franc Heyssig 14 Jahr gewester Havptman der Herrschaft Göding avs dem Wagen springent den 20. Novem. 1724 | Význam: připomínka tragické smrti hejtmana hodonínského panství Franze Heyssiga (Podle pověsti napojil své koně bojanovickým ryzlinkem a ti pak letěli neřiditelným tryskem k Hodonínu. V zatáčce na konci vesnice, chtěje předejít neštěstí, seskočil z vozu, zapletl se do opratí a koně ho v mokřinách, které tam tehdy byly, uvláčeli.) Materiál: kámen Opravy: 1992, 2019 (celkové – Josef Krososka) Památkově chráněno, č. 45474/7-2207 v ÚSKP          |
| kříž u Křížných cest (vyřezávaný)                  | Kategorie „Dřevěný kříž (Pod Vinohrady, Dolní Bojanovice)“ na Wikimedia Commons              | na křižovatce ulic Cacardov, Křižná a Školní | Prvky a výjevy na svislém břevně, přední strana, odshora dolů: 1. kohout – připomínka trojího zapření Krista apoštolem Petrem, 2. stříška – praktická ochrana korpusu ukřižovaného Krista, 3. měsíc a hvězdy – připomínka zatmění slunce ve chvíli, kdy Kristus na kříži umírá, 4. tabulka s nápisem INRI, 5. korpus ukřižovaného Krista, 6. datace zhotovení kříže L. P. 1898, 7. otisk Kristovy tváře na Veroničině roušce, 8. monstrance s Tělem Kristovým v podobě kruhové oplatky, 9. zkratka IHS, 10. Krev Kristova v podobě vína v kalichu, 11. Boží hrob znázorněný tak, jak se v době zhotovení kříže zdobil v místní farnosti: kříž a "jeskyňka" s korpusem ukřižovaného Krista, 12. Pieta, 13. duše hříšníků v očistci, kde očekávají Kristovo výkupné dílo, 14. Adam a Eva s ovocem ze stromu poznání a hadem Výjevy na svislém břevně, levá strana, odshora dolů: 1. rukavice Kristova žalářníka, 2. réva vinná – Krev Kristova, 3. Arma Christi (kleště, kladivo, hřeby, sloup a rákos), 4. vzkříšený Kristus, 5. vojáci, posmívající se zatčenému Kristu, 6. Kristus, modlící se v Getsemanské zahradě a anděl, který ho posiluje, 7. Ecce homo Výjevy na svislém břevně, pravá strana, odshora dolů: 1. réva vinná – Krev Kristova, 2. Arma Christi (hřeb, důtky, kopí, žebřík a džbán), 3. Kristus, nesoucí kříž, 4. Kristus bičován, 5. zatčení Krista v Getsemanské zahradě, vlevo apoštol Jidáš Iškariotský, který Krista zrazuje polibkem a v ruce drží měšec s 30 stříbrnými, vpravo vojáci s loučemi, v pozadí prchající apoštolové, 6. kostlivec s kosou – připomínka smrti, jejíž moc byla díky Kristově smrti a následnému vzkříšení zlomena | Zadavatel: Rozálie Bílková, vdova po podsedníku Janu Bílkovi z č. p. 85 Zhotovitel: František Vymyslický, místní lidový řezbář Materiál: dřevo Částka: 200 zlatých Vysvěcen: 9. října 1898 (P. Josef Hanák) Opravy: 1996 (celkové – Kostas Rizopulos), 2004 (barvy – Jakub Kándl), 2016 (restaurace – Ladislav Moravec, obnova polychromie – MgA. Marek Urbanovský) Památkově chráněno, č. 23435/7-2208 v ÚSKP                                                |
| kříž na hřbitově (vyřezávaný)                      | Kategorie „Kříž na hřbitově (vyřezávaný, Dolní Bojanovice)“ na Wikimedia Commons             | uprostřed místního hřbitova | Prvky a výjevy na svislém břevně, přední strana, odshora dolů: 1. kohout – připomínka trojího zapření Krista apoštolem Petrem, 2. stříška – praktická ochrana korpusu ukřižovaného Krista, 3. tabulka s nápisem INRI, 4. korpus ukřižovaného Krista, 5. datace zhotovení kříže L. P. 1905, 6. Kristus jako Dobrý pastýř, zachraňující ztracenou ovečku – hříšného člověka, 7. réva vinná – Krev Kristova, 8. monstrance s Tělem Kristovým v podobě kruhové oplatky, 9. Krev Kristova v podobě vína v kalichu, 10. Boží hrob znázorněný tak, jak se v době zhotovení kříže zdobil v místní farnosti: kříž a "jeskyňka" s korpusem ukřižovaného Krista, 11. Oplakávání Krista, 12. duše hříšníků v očistci, kde očekávají Kristovo výkupné dílo, 13. Adam a Eva s ovocem ze stromu poznání a hadem, 14. lebka – připomínka smrti, jejíž moc byla díky Kristově smrti a následnému vzkříšení zlomena Výjevy na svislém břevně, levá strana, odshora dolů: 1. réva vinná – Krev Kristova, Arma Christi 2. Arma Christi (sloup, důtky a rákos), 3. prázdný Kristův hrob a anděl, který zbožným ženám ukazuje plátno, do něhož bylo zabaleno Kristovo mrtvé tělo (Turínské plátno), 4. svatá Veronika, otírající Kristovi tvář rouškou, 5. Kristus, modlící se v Getsemanské zahradě, s andělem, který ho posiluje, a třemi pospávajícími nejbližšími Kristovy učedníky (apoštoly) Petrem, Jakubem (Větším) a Janem, 6. vzkříšení Lazara, 7. kostlivec s kosou – připomínka smrti, jejíž moc byla díky Kristově smrti a následnému vzkříšení zlomena Výjevy na svislém břevně, pravá strana, odshora dolů: 1. réva vinná – Krev Kristova, Arma Christi (kopí, žebřík a houba s octem), 2. Arma Christi (kleště, vrták, hřeby, kladivo a džbán), 3. Kristus, doprovázející dva učedníky na cestě do Emauz, 4. vzkříšený Kristus s andělem, který odstraňuje kámen z jeho hrobky a s ochromenými římskými vojáky, 5. Kristus bičován, 6. apoštol Petr, sedící u ohně s veleknězovými služebníky a potřetí zapírající odváděného Krista, což připomíná kohout po levé straně, 7. Ježíš pokoušen ďáblem na hoře | Zadavatel: vdova Anna Siláková Zhotovitel: František Vymyslický, místní lidový řezbář Materiál: dřevo Částka: 900 korun Vysvěcen: 24. září 1905 Opravy: 20. léta 20. stol. (sám autor), 1955 (natřen), 1971 (neodborná konzervace – Ing. Krystýnek z Hodonína, obnovení malby – Jindřich Vašíček), 2006 (celkové – Jakub Kándl), 2014 (restaurace – Ladislav Moravec, obnova polychromie – MgA. Marek Urbanovský) Památkově chráněno, č. 45317/7-2209 v ÚSKP  |
| kříž u kostela (vyřezávaný)                        | Kategorie „Dřevěný kříž u kostela (Dolní Bojanovice)“ na Wikimedia Commons                   | původně: ve vinohradech u polní cesty podél trati Hrabinky do Hloží nyní: v parku u kostela, nedaleko ulice Hlavní | Prvky a výjevy na svislém břevně, přední strana, odshora dolů: 1. kohout – připomínka trojího zapření Krista apoštolem Petrem, 2. stříška – praktická ochrana korpusu ukřižovaného Krista, 3. měsíc a hvězdy – připomínka zatmění slunce ve chvíli, kdy Kristus na kříži umírá, 4. tabulka s nápisem INRI, 5. korpus ukřižovaného Krista, 6. datace zhotovení kříže L. P. 1908, 7. 30 stříbrných – částka, za kterou apoštol Jidáš Iškariotský Krista zradil, 8. monstrance s Tělem Kristovým v podobě kruhové oplatky, 9. Tělo a Krev Kristova v podobě kruhové oplatky a vína v kalichu, 10. Boží hrob znázorněný tak, jak se v době zhotovení kříže zdobil v místní farnosti: kříž a "jeskyňka" s korpusem ukřižovaného Krista, 11. Panna Maria, 12. Adam a Eva s ovocem ze stromu poznání a hadem, 13. lebka – připomínka smrti, jejíž moc byla díky Kristově smrti a následnému vzkříšení zlomena Výjevy na svislém břevně, levá strana, odshora dolů: 1. Arma Christi (důtky, kopí, žebřík a sloup), 2. Nejsvětější Srdce Ježíšovo, 3. Golgota Výjevy na svislém břevně, pravá strana, odshora dolů: 1. Arma Christi (houba s octem, rákos, vrták, hřeby, kleště a kladivo), 2. réva vinná – Krev Kristova, 3. Nejsvětější Srdce Ježíšovo, 4. pravděpodobně Herodův palác v Jeruzalémě, jak si ho řezbář představoval | Zadavatel: výměnkářka Františka Hubáčková Zhotovitel: František Vymyslický, místní lidový řezbář Materiál: dřevo Vysvěcen: 16. srpna 1908 Opravy: 1946, 1973, 2016 (restaurace – Ladislav Moravec, obnova polychromie – MgA. Marek Urbanovský) Památkově chráněno, č. 34166/7-2204 v ÚSKP |
| kříž u kostela (kamenný)                           | Kategorie „Kříž u kostela (kamenný, Dolní Bojanovice)“ na Wikimedia Commons                  | v parku u kostela, při jihovýchodním rohu budovy | | Materiál: kámen |

## Sochy a sousoší
Tabulka obsahuje výčet všech momentálně existujících dolnobojanovických soch a sousoší. Díla jsou vyhotovena v drtivé většině případů z kamene.
| Název                                   | Fotografie                                                                                 | Umístění | Popis | Poznámky |
| --------------------------------------- | ------------------------------------------------------------------------------------------ | --- | --- | --- |
| socha sv. Anny Samodruhé (kamenná)      | Kategorie „Socha sv. Anny Samodruhé (kamenná, Dolní Bojanovice)“ na Wikimedia Commons      | původně: do roku 1956 na křižovatce ulic Hlavní a Prostřední, před bývalou radnicí, do roku 1982 před budovou obecního hostince nyní: v parku u kostela, před hlavním vchodem do budovy                         | Věnování: Wystaweno od manželou Františka a Anny Mikulice, veřejného školního učitele, 1851 | Zadavatel: František, veřejný učitel Obecné školy v Dolních Bojanovicích, a Anna Mikulicovi |
| socha Panny Marie na hřbitově (kamenná) | Kategorie „Socha Panny Marie na hřbitově (kamenná, Dolní Bojanovice)“ na Wikimedia Commons | původně: pravděpodobně v zaniklé vsi Kukvice, do roku 1890 (vyvrácena větrem) ve větrolamu, na místě současné sochy Panny Marie u větrolamu (kamenné) nyní: na dolnobojanovickém hřbitově, u jihovýchodní brány | | Vznik: asi 1. polovina 18. století Zajímavosti: u větrolamu jí dělala společnost mohutná lípa, která byla v roce 1933 14,5 metru vysoká a obvod kmene v nejširším místě dosahoval 3,52 metru                                                                                           |
| socha sv. Václava (kamenná)             | Kategorie „Socha sv. Václava (kamenná, Dolní Bojanovice)“ na Wikimedia Commons             | v parku u kostela, směrem k návsi | Věnování: Na paměť 1000letého výročí mučednické smrti věnuje Marie Líčeníková 1929. Nápis na čelní straně soklu: Svatý Václave, nedej zahynouti nám ni budoucím.                                              | Zadavatel: Marie Líčeníková (k 1000. výročí zavraždění svatého Václava ve Staré Boleslavi roku 929 → jedno z možných dat světcova úmrtí, viz svatý Václav) Zhotovitel: Ferdinand Štábla, Hodonín Materiál: kámen Vysvěcena: na svátek Božího těla 30. května 1929 (P. Jaromír Pořízek) |
| sousoší sv. Cyrila a Metoděje (kamenné) | Kategorie „Sousoší sv. Cyrila a Metoděje (kamenné, Dolní Bojanovice)“ na Wikimedia Commons | na tzv. druhé návsi, v ulici Hlavní (u č. p. 209), uprostřed točny pro autobusy | Věnování: Ke cti a chvále Boží věnovala Marie Líčeníková L. P. 1913. Nápis na čelní straně soklu: Sv. Cyrille a Methoději, orodujte za nás! Podpis zhotovitele: Štábla, Hodonín                               | Zadavatel: vdova Marie [Františka, podle] Líčeníková (k 1050. výročí příchodu věrozvěstů na území Velkomoravské říše roku 863) Zhotovitel: Štáblova kamenosochařská dílna, Hodonín Vysvěceno: 5. července 1913                                                                         |
| sousoší sv. Cyrila a Metoděje (dřevěné) |                                                                                            | původně: v parku u hřbitova, v jižním rohu nyní: ? → na jeho místě instalován kamenný náhrobek se sochou anděla                                                                                                 | | Význam: dar od slovenské partnerské obce Kechnec (2014) Vysvěceno: hodové pondělí 29. září 2014 (P. Petr Karas, za účasti zastupitelů obou obcí i dolnobojanovických farníků) |
| socha Panny Marie u větrolamu (kamenná) | Kategorie „Socha Panny Marie u větrolamu (kamenná, Dolní Bojanovice)“ na Wikimedia Commons | u silnice Dolní Bojanovice – Josefov, u větrolamu | Nápis na čelní straně podstavce: Obnoveno l. P. 1899 Nápis na zadní straně podstavce: Nákladem manželů Uhrových                                                                                               | Zadavatel: manželé Uhrovi (Pavel Uher byl tehdejším správcem Dittlova dvora v Josefově) Zhotovitel: Štáblova kamenosochařská dílna, Hodonín (František Štábla) Materiál: mušlový vápenec Částka: 150 zlatých Vysvěcena: 8. září 1899                                                   |
| socha sv. Isidora (kamenná)             | Kategorie „Socha sv. Isidora (kamenná, Dolní Bojanovice)“ na Wikimedia Commons             | na dolním konci obce, při polní cestě Dolní Bojanovice – Lužice, na rozmezí lokalit Podsedky u hodonínské cesty, Záhumenice a Přední dílce                                                                      | Věnování: Věnují ke cti a chvále Boží Matouš a Anna Topenčíkovi L. P. 1915. Nápis na čelní straně soklu u nohou sochy: Sv. Isidore, oroduj za nás. Reliéf na čelní straně soklu: anděl orající se dvěma volky | Zadavatel: Matouš a Anna Topenčíkovi Zhotovitel: Josef Topenčík, kamenosochař v Uherském Hradišti a dolnobojanovický rodák Materiál: pískovec Vysvěcena: 13. května 1915 |

## Svaté obrázky
Tabulka obsahuje výčet všech momentálně existujících dolnobojanovických svatých obrázků. Řešeny jsou většinou stylem olejomalba na plechu, ojediněle také reliéfem na kovu.
| Název                                     | Fotografie                                                                      | Umístění | Popis | Poznámky                                                   |
| ----------------------------------------- | ------------------------------------------------------------------------------- | --- | --- | ---------------------------------------------------------- |
| obrázek sv. Anny                          | Kategorie „Obrázek sv. Anny (Dolní Bojanovice)“ na Wikimedia Commons            | ve viniční trati Holčické, při cestě vedoucí od misijního kříže k čerpací stanici U sv. Huberta, s.r.o.      | Podpis umělce v pravém dolním rohu malby: Petr Herka L. P. 2015                                                           | Zhotovitel: malba – Petr Herka                             |
| obrázek sv. Josefa                        | Kategorie „Obrázek sv. Josefa (Dolní Bojanovice)“ na Wikimedia Commons          | v lokalitě Stará dlouhá hora, u silnice Dolní Bojanovice – Starý Poddvorov, v zatáčce                        | Olejomalba na plechu: sv. Josef                                                                                           |                                                            |
| obrázek Krista Pána v obilí (Pomáhej Bůh) | Kategorie „Obrázek Krista Pána v obilí (Dolní Bojanovice)“ na Wikimedia Commons | pod čerpací stanicí U sv. Huberta, s.r.o., na západním svahu                                                 | Olejomalba na plechu: Kristus Pán v obilí Nápis před restaurací: Tys práci nám dal za podíl, požehnej našich slabých sil. | Zadavatel: podle donátorů se mu říkalo "Červenkův obrázek" |
| obrázek sv. Václava                       | Kategorie „Obrázek sv. Václava (Dolní Bojanovice)“ na Wikimedia Commons         | na rozhraní lokalit Prostřední nivky, Vsisko a Malé písky, u silnice Dolní Bojanovice – Mutěnice ("Vápenné") | |                                                            |
| obrázek sv. Petra a Pavla                 | Kategorie „Obrázek sv. Petra a Pavla (Dolní Bojanovice)“ na Wikimedia Commons   | na rozhraní lokalit Zvolence a Díly nad kyjovskou cestou, na konci slepé polní cesty                         | |                                                            |